# Astrakan (fourrure)

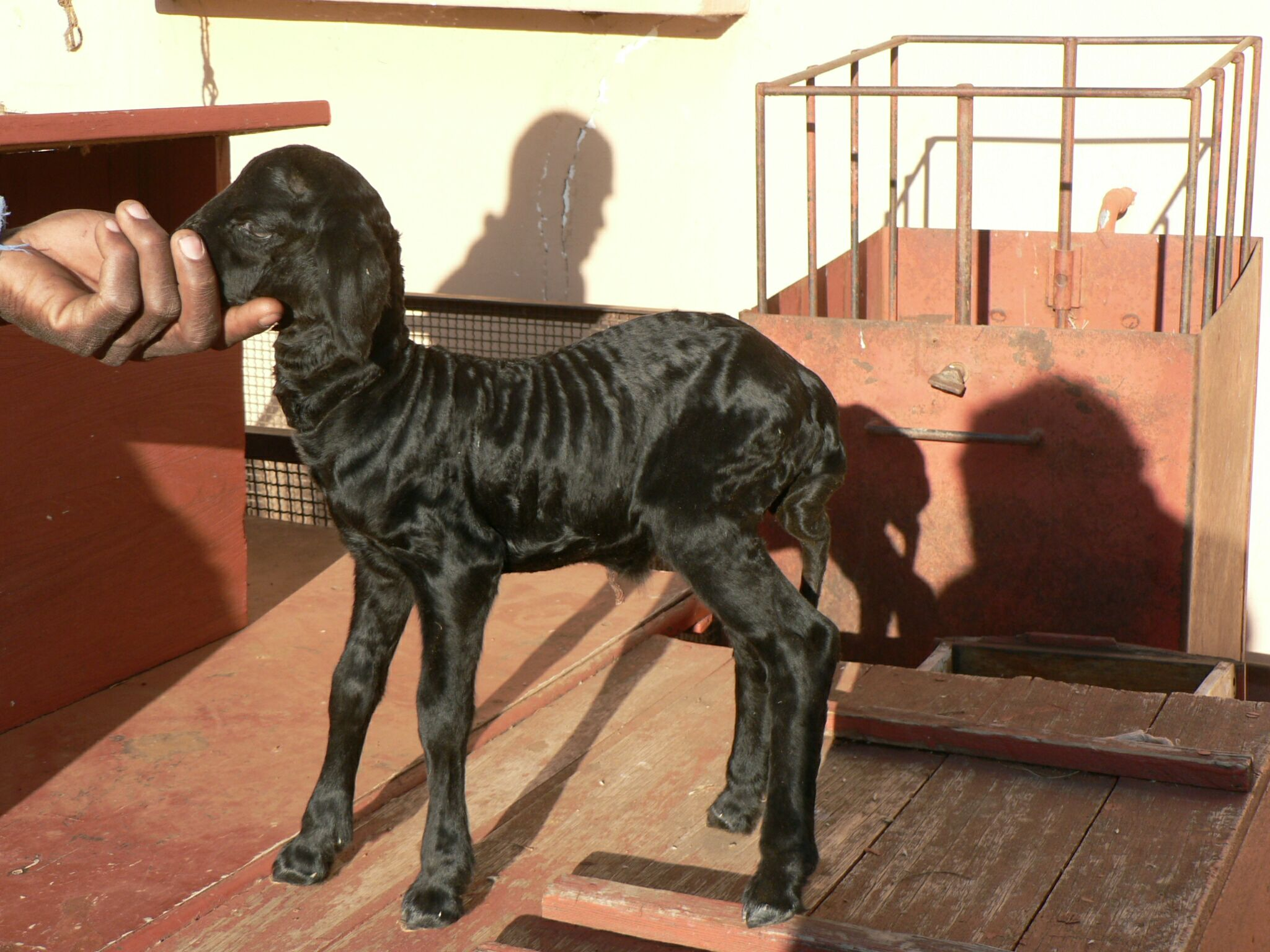
Jeune agneau karakul.

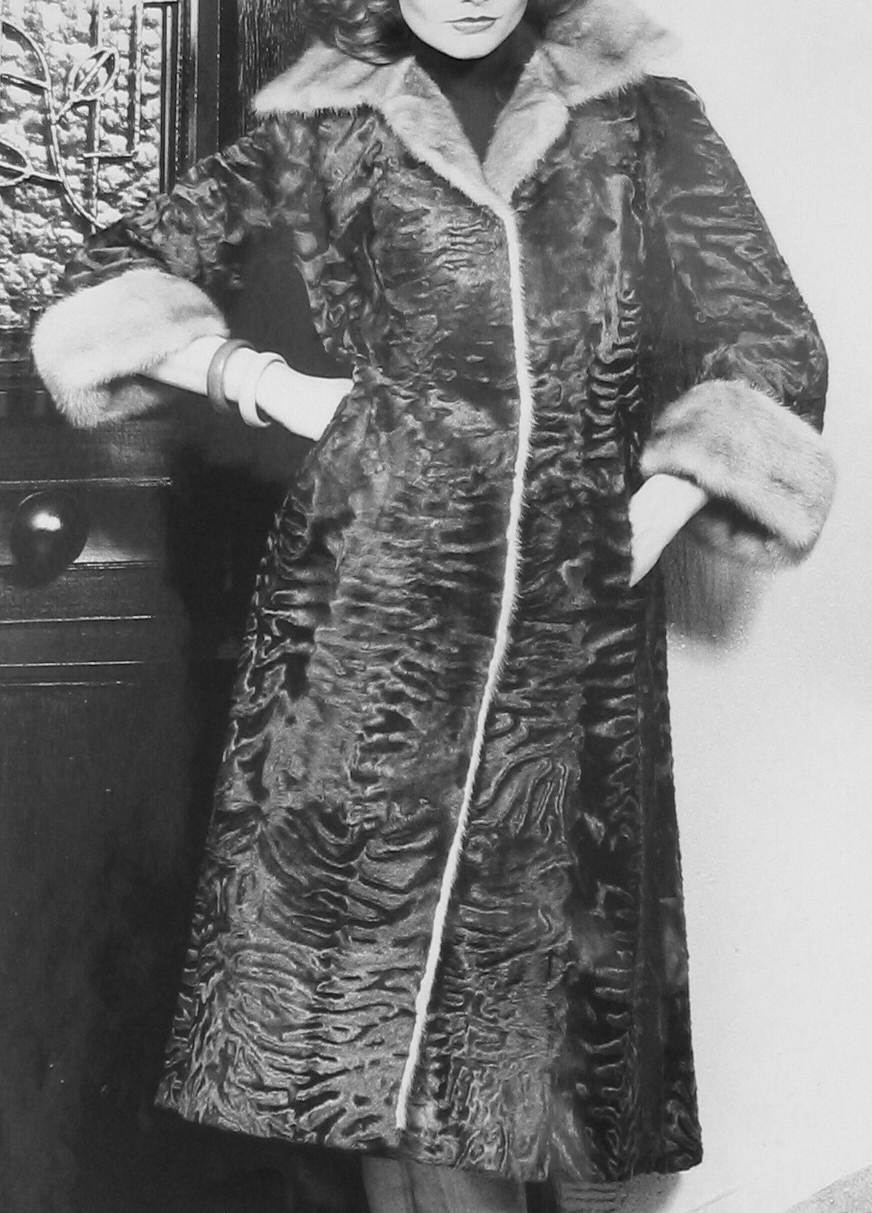
Manteau d'astrakan.

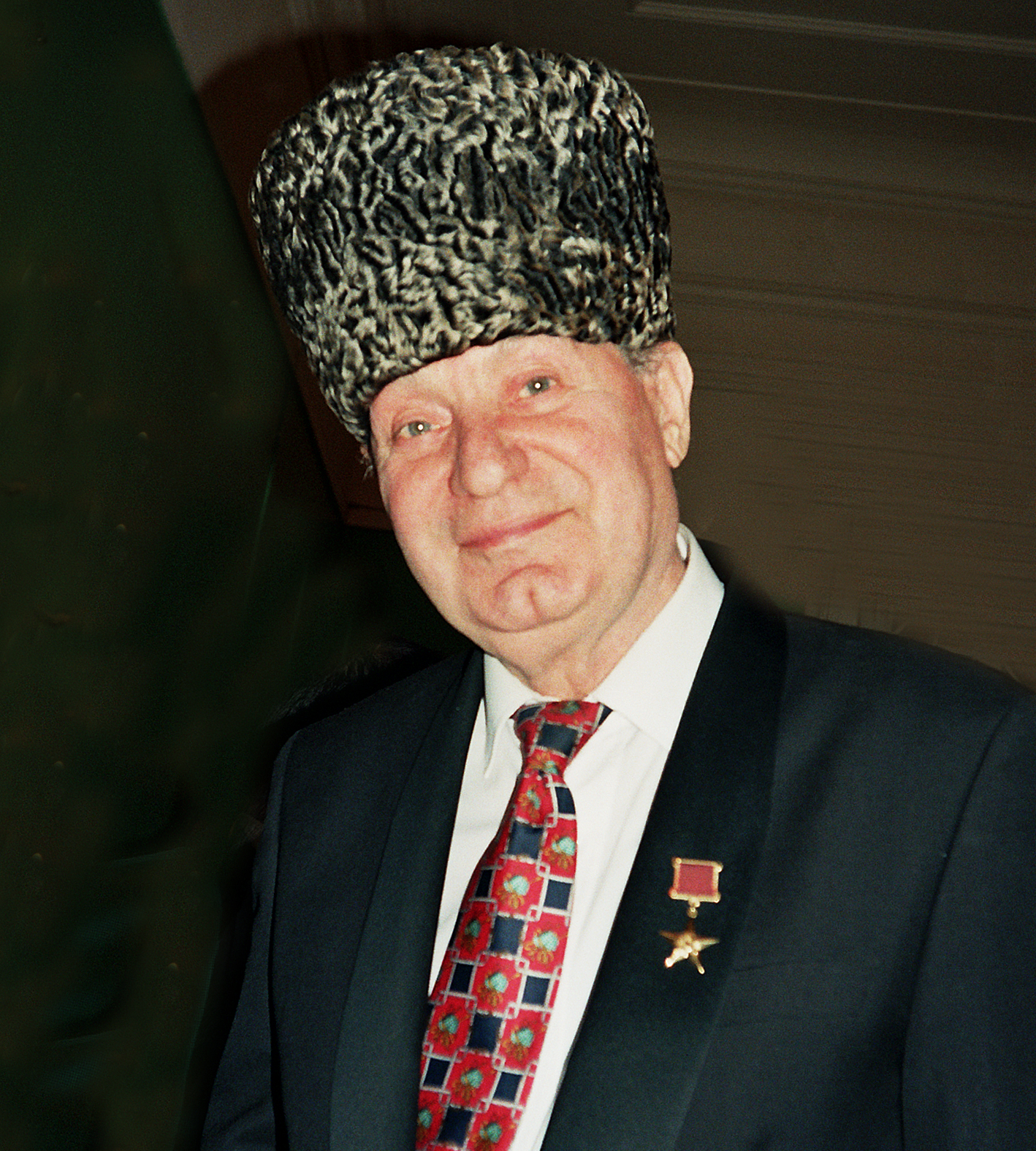
Makhmud Esambayev coiffé d'une toque en astrakhan.

Pour les articles homonymes, voir Astrakan.
L'astrakan est la fourrure d'un agneau originaire de Russie d'Asie, dans les provinces d'Afghanistan, de Boukarie. Il y a une sorte inférieure appelée Chiras. Il existe plusieurs types d'astrakan: curl, chaqmaqi, kalangul, argul kalangul, etc..
Sur ces territoires vivent des troupeaux de moutons karakuls dont les agneaux naissent souvent dans des conditions de froid extrême et sans nulle part pour s'abriter, ce qui engendre une forte mortalité à la naissance. La peau de cet animal mort-né s'appelle Astrakan moiré (breitschwanz)[source insuffisante]. À ne pas confondre avec l'astrakan.
Breitschwanz (ou breitschwantz) est une fourrure bouclée de jeune agneau karakul  qui transitait à l'origine par la ville d'Astrakhan (Russie, avec h), capitale d'un khanat mongol aux XVe et XVIe siècles.
Cette fourrure est très prisée par l'industrie du luxe pour confectionner des toques, des manteaux, etc.. 
Dans l'Empire ottoman, le bonnet d'astrakan appelé kalpak, symbole du nationalisme turc, est adopté par les officiers et responsables officiels à la suite de la révolution des Jeunes-Turcs en 1908. 
En Union soviétique, les officiers supérieurs recevaient traditionnellement une toque et un col d'astrakan pour leur uniforme de parade. Cette pratique est abolie lors de la dislocation de l'URSS, qui coïncide avec l’effondrement de la demande en fourrure dans le monde entier mais rétablie en 2007 dans la fédération de Russie par le président Vladimir Poutine.
Les noces d'astrakan sont fêtées aux 64 ans de mariage dans le folklore français,. 